# مجلة البحوث التربوية الأمريكية
مجلة البحوث التربوية الأمريكية (بالإنجليزية: American Educational Research Journal)‏ هي مجلة أكاديمية محكمة تغطي مجال البحث التربوي. ومحررو المجلة هم إلين جولدرينج، (جامعة فاندربيلت)، وأنجيلا كالابريس بارتون (جامعة ميشيغان)، ومايك كننغهام (جامعة تولين)، وشون كيلي (جامعة بيتسبرغ)، ومادلين مافروغورداتو (جامعة ولاية ميشيغان)، وبيتر يونجز (جامعة فيرجينيا). ورئيسة التحرير كريستين س. أندرسون (جامعة فاندربيلت). تأسست المجلة في عام 1964 وتنشر حاليًا بواسطة سيج للنشر نيابة عن الجمعية الأمريكية للبحوث التربوية [الإنجليزية].

## الاستخلاص والفهرسة
تلخص المجلة وتفهرس في سكوبس ومؤشر الاقتباسات في العلوم الاجتماعية [الإنجليزية]. وفقًا لتقارير الاستشهاد بالمجلات الأكاديمية، فإن عامل التأثير لعام 2021 هو 4.503.